# ワッピング
ワッピング(Wapping)は、ロンドン東部のタワーハムレッツ・ロンドン特別区にある地区。ロンドン塔の東、テムズ川北岸に位置する。かつては港湾施設が建ち並んでいた。現在、商業ドックは再開発され住宅や商業施設となっているが、イギリス海軍の施設が現役で稼働している。

## 交通
ロンドン・オーバーグラウンドのワッピング駅など